# Hattem
Hattem (anhörenⓘ) ist eine Gemeinde der niederländischen Provinz Gelderland, nordöstlich der Veluwe mit 12.744 Einwohnern.

## Lage und Wirtschaft
Hattem liegt am Rijksweg 50, Arnheim–Zwolle, nur vier Kilometer südlich von Zwolle und an der IJssel (Jachthafen).
Hattem hat einige Industrie, u. a. Materialien für Hoch- und Tiefbau.
Der Tourismus ist aber von größerer Bedeutung.

## Geschichte
Der im 9. Jahrhundert als Hattheim erstmals urkundlich bezeugte Ort erhielt 1299 das Stadtrecht. Wegen der Lage an der IJssel gegenüber Zwolle in Overijssel war die Stadt für das Herzogtum Geldern im Mittelalter strategisch wichtig. Hattem war einige Zeit Mitglied der Hanse.
Im Achtzigjährigen Krieg wurde Hattem im Jahr 1629 vergeblich von spanischen Truppen belagert. Im Holländischen Krieg war Hattem in den Jahren 1672 und 1673 von Truppen des Fürstbischofs von Münster, Christoph Bernhard von Galen, besetzt. Nach 1700 ging der Handel und damit die wirtschaftliche Bedeutung der Stadt stark zurück.
Im 20. Jahrhundert siedelten sich in Zwolle arbeitende Pendler an, darunter viele Wohlhabende, die im waldreichen Villenquartier südlich der Altstadt leben.

## Politik

### Sitzverteilung im Gemeinderat
Der Gemeinderat wird seit 1982 folgendermaßen gebildet:
| Partei                              | Sitze | Sitze | Sitze | Sitze | Sitze | Sitze | Sitze | Sitze | Sitze | Sitze | Sitze |
| Partei                              | 1982  | 1986  | 1990  | 1994  | 1998  | 2002  | 2006  | 2010  | 2014  | 2018  | 2022  |
| ----------------------------------- | ----- | ----- | ----- | ----- | ----- | ----- | ----- | ----- | ----- | ----- | ----- |
| HattemCentraal                      | –     | –     | –     | –     | –     | –     | –     | –     | –     | –     | 4     |
| ChristenUnie                        | –     | –     | –     | –     | –     | 4     | 4     | 4     | 3     | 4     | 4     |
| PvdA                                | 4     | 5     | 4     | 4     | 4     | 5     | 6     | 4     | 2     | 3     | 3     |
| GroenLinks                          | –     | –     | –     | –     | –     | –     | –     | –     | –     | –     | 3     |
| CDA                                 | 5     | 4     | 5     | 4     | 4     | 4     | 3     | 3     | 4     | 4     | 2     |
| VVD                                 | 2     | 2     | 2     | 2     | 2     | 2     | 2     | 3     | 3     | 2     | 1     |
| D66                                 | 1     | 1     | 2     | 2     | 1     | –     | –     | 1     | 3     | 2     | 1     |
| GPV                                 | 2     | 2     | 2     | 3     | 4     | –     | –     | –     | –     | –     | –     |
| RPF a                               | –     | 1     | –     | 3     | 4     | –     | –     | –     | –     | –     | –     |
| Reformatorische Combinatie Hattem a | 1     | –     | –     | –     | –     | –     | –     | –     | –     | –     | –     |
| Gesamt                              | 15    | 15    | 15    | 15    | 15    | 15    | 15    | 15    | 15    | 15    | 15    |

Anmerkungen

### Bürgermeister
Seit dem 18. September 2020 ist Marleen Sanderse (CDA) amtierende Bürgermeisterin der Gemeinde. Zu ihrem Kollegium zählen die Beigeordneten Martijn Hospers (CDA), Auke Schipper (ChristenUnie), Carla Broekhuis-Bonte (PvdA) sowie der Gemeindesekretär Daniël van der Weerd.

### Städtepartnerschaften
- Püspökladány, Ungarn

## Sehenswürdigkeiten
Hattem hat einen gut erhaltenen, malerischen Stadtkern mit vielen alten Häusern aus dem 16. bis 18. Jahrhundert. Das Deichtor (niederländisch: Dijkpoort) aus dem 15. Jahrhundert ist das Wahrzeichen des Städtchens und das einzig erhaltene von einst vier Stadttoren.
Auch das Rathaus (1619–1625) und die gotische Andreaskirche (Grote of Andreaskerk) sind sehenswert. In der Nähe liegt das Landgut Molecaten mit Schloss, Park, mehreren Mühlen und einem Bauernhof.
Hattem hat zwei kleine Museen:
- das Bäckereimuseum (wo Kinder selbst Brot backen können)
- das Anton-Pieck-Museum über den Künstler Anton Franciscus Pieck aus Haarlem (1895–1987), dessen romantische Zeichnungen der „guten, alten Zeit“ auch viele Kalender und Bücher (vor allem Märchen) schmücken.

Siehe auch: Synagoge (Hattem)

## Galerie

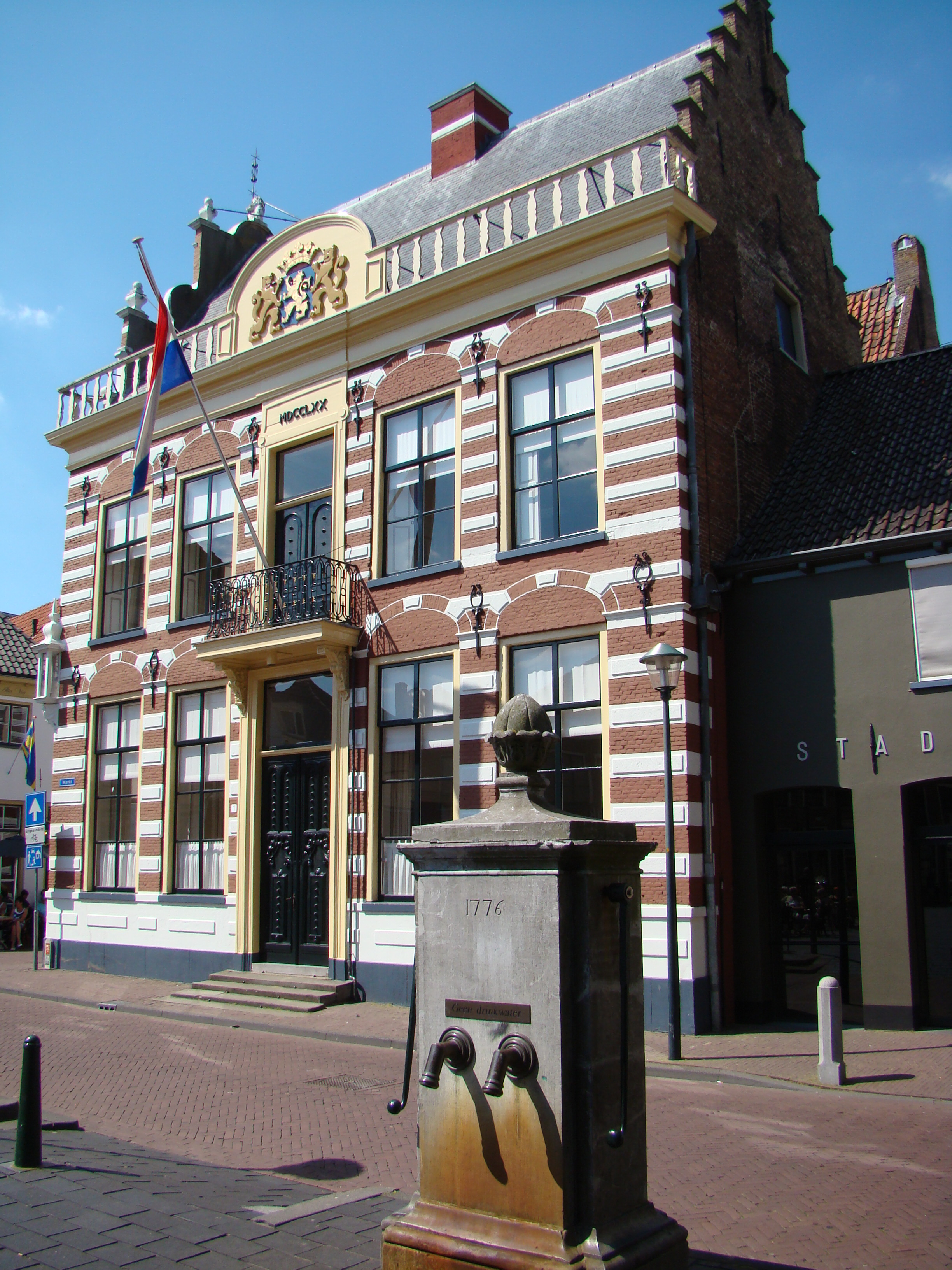
Rathaus
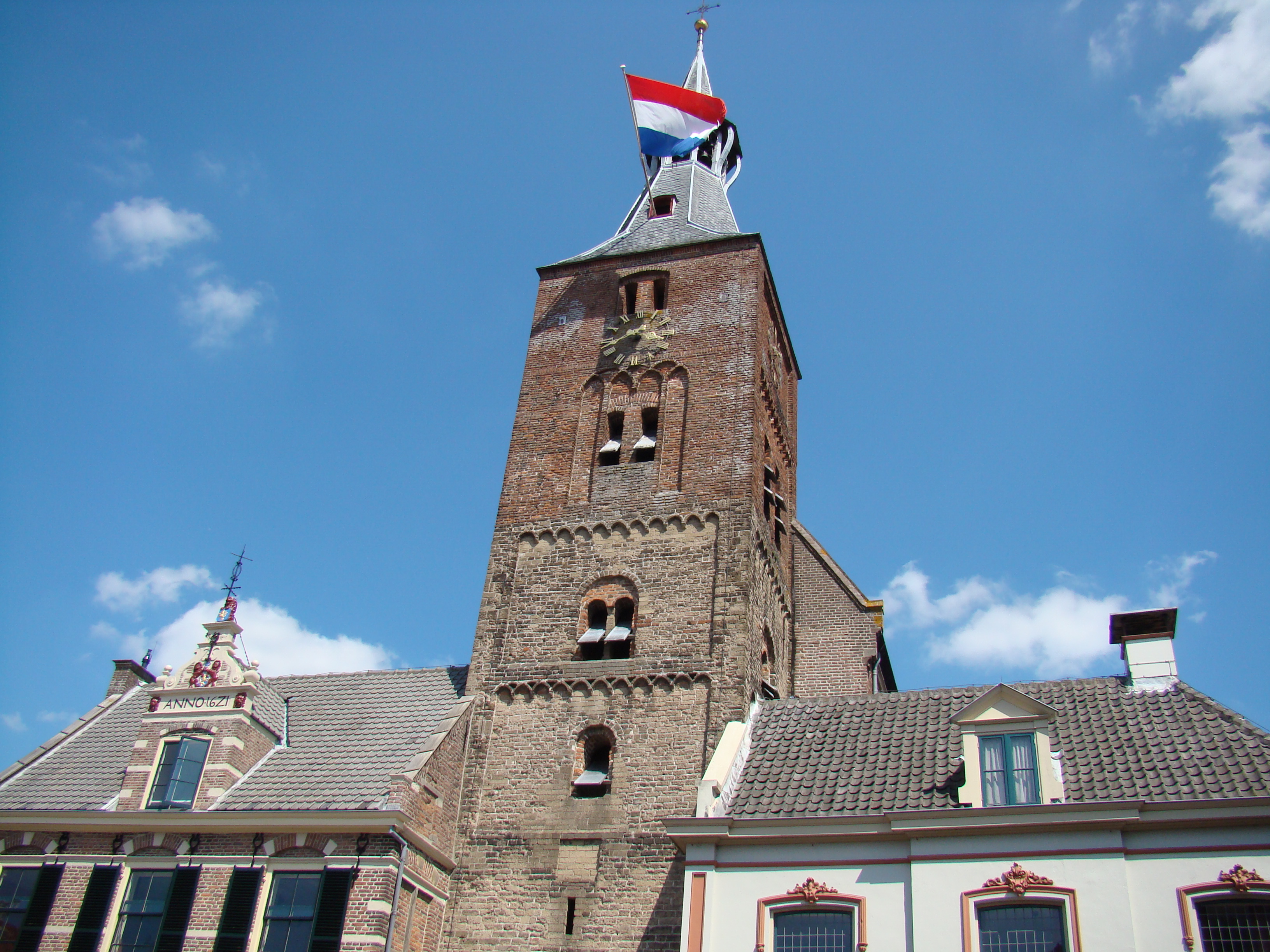
Kirchturm der Andreaskirche
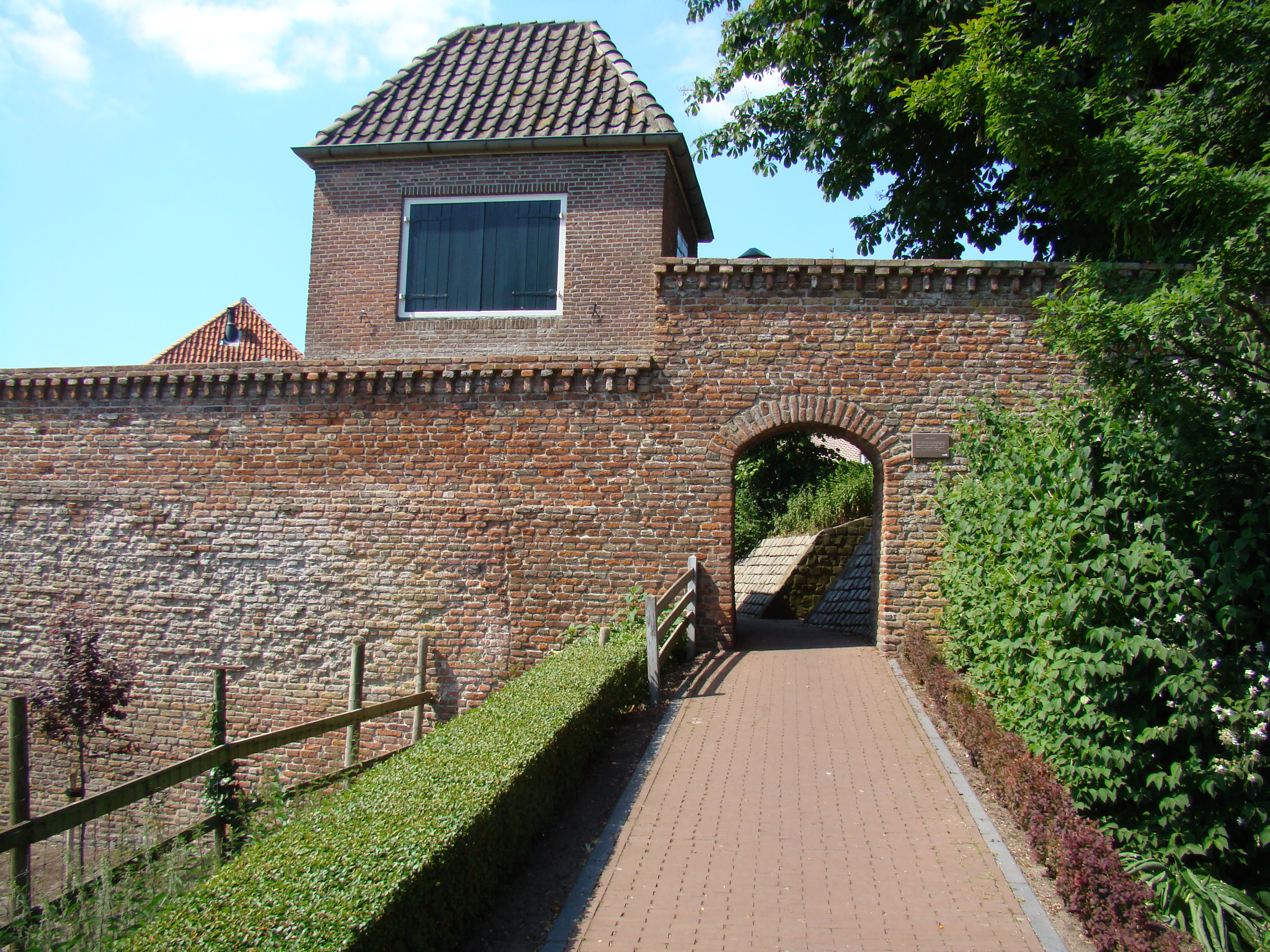
Stadtmauer
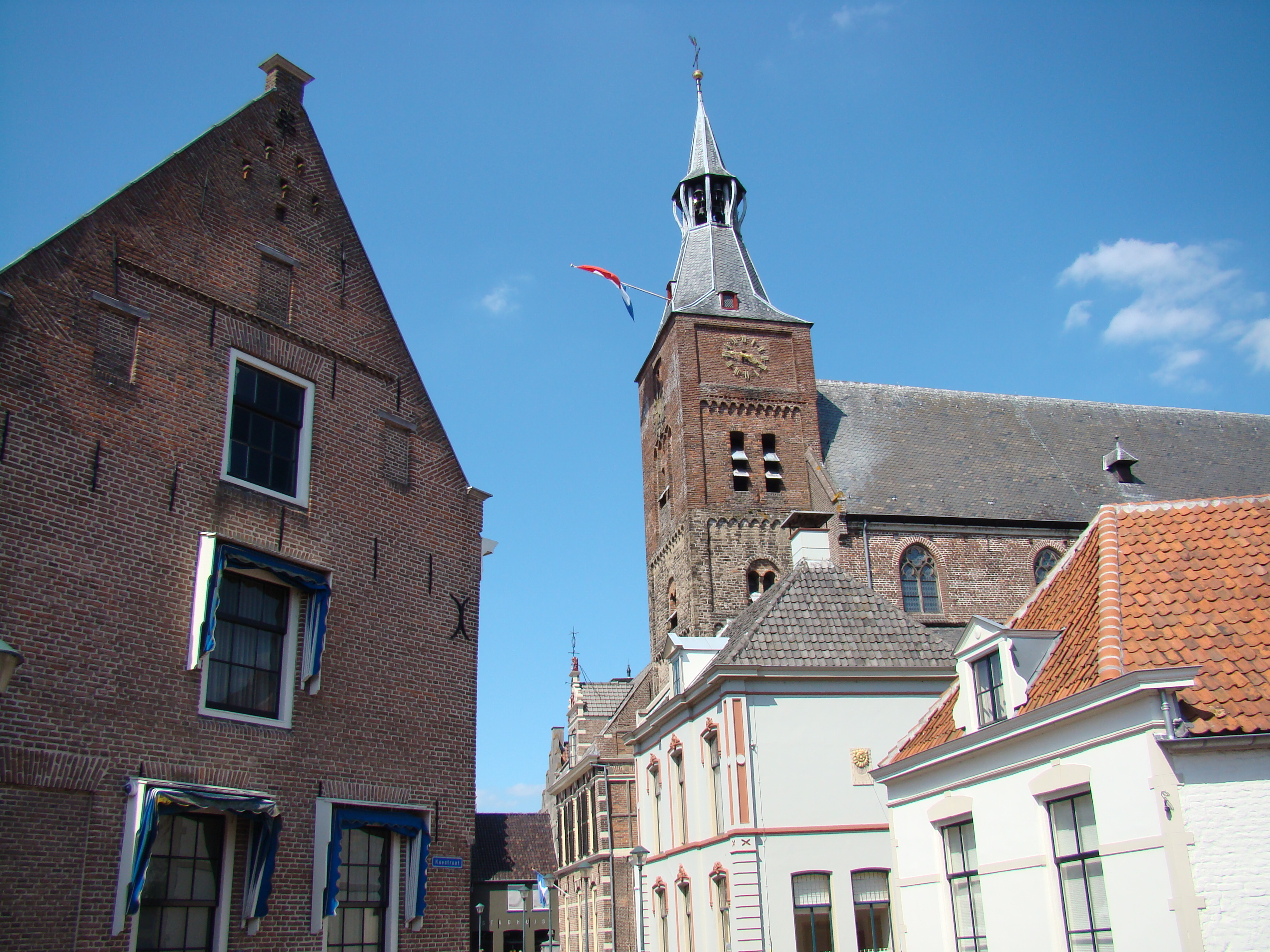
Stadtzentrum
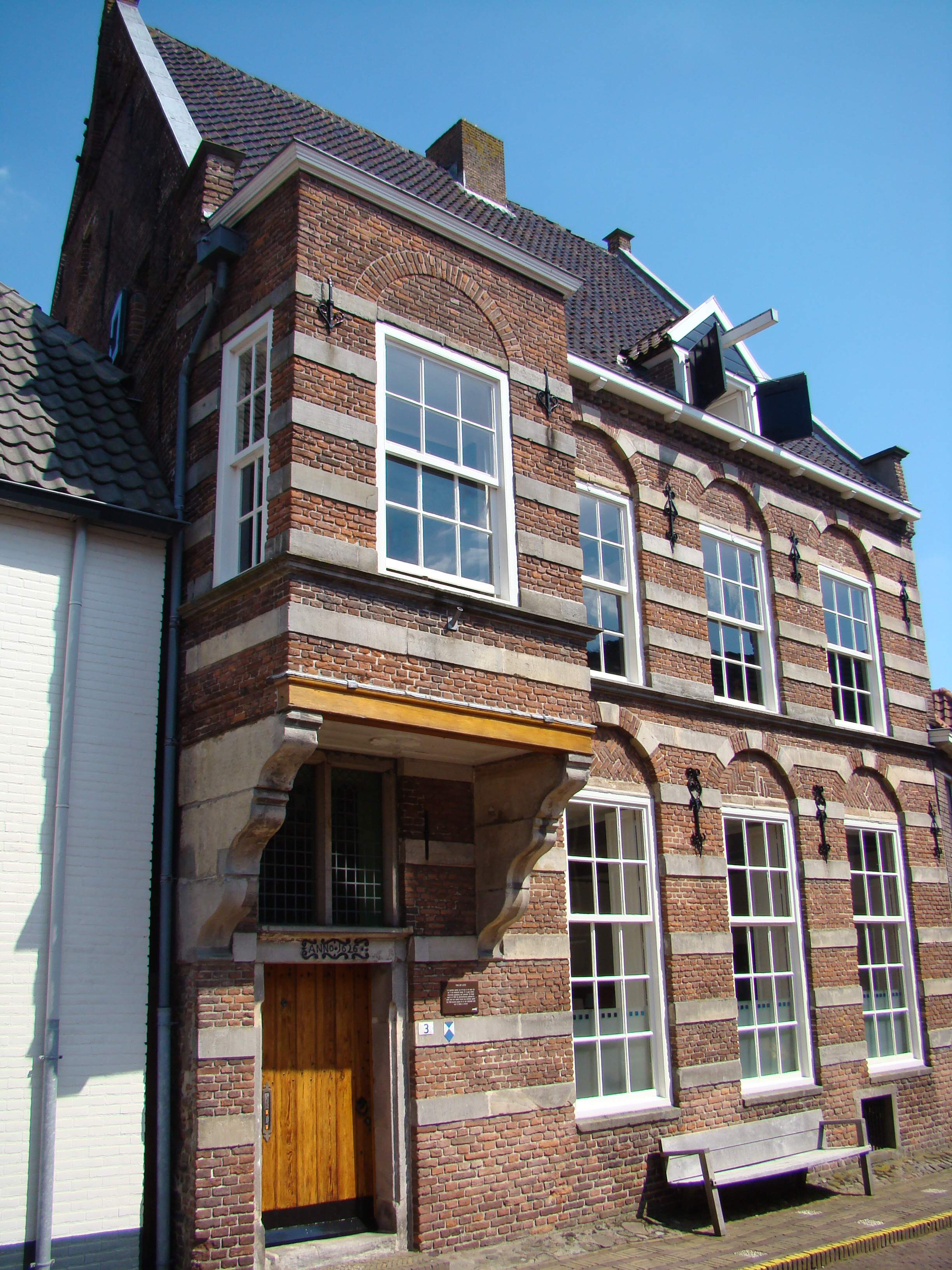
Als Rijksmonument geschütztes Haus
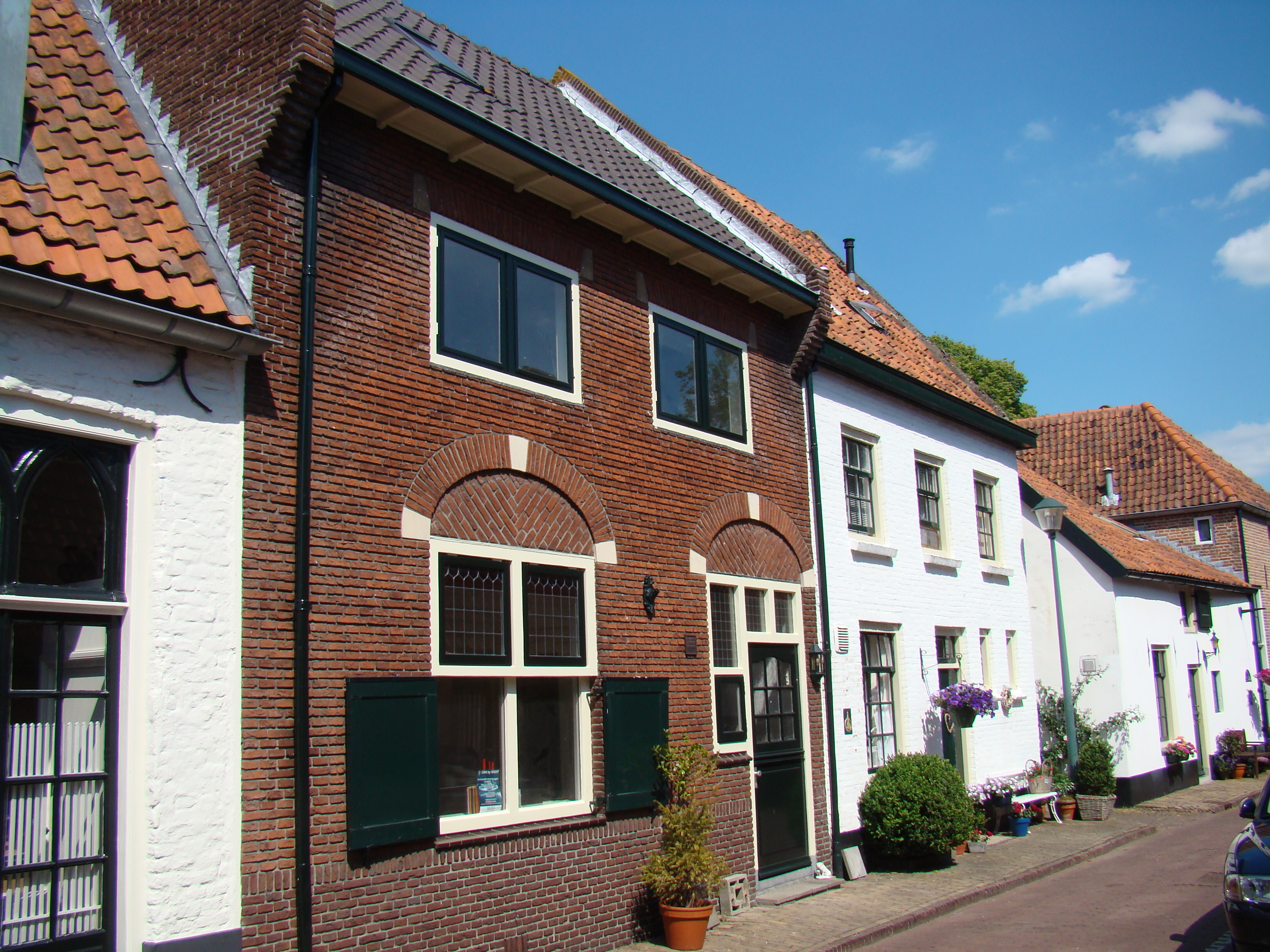
Hausfassaden
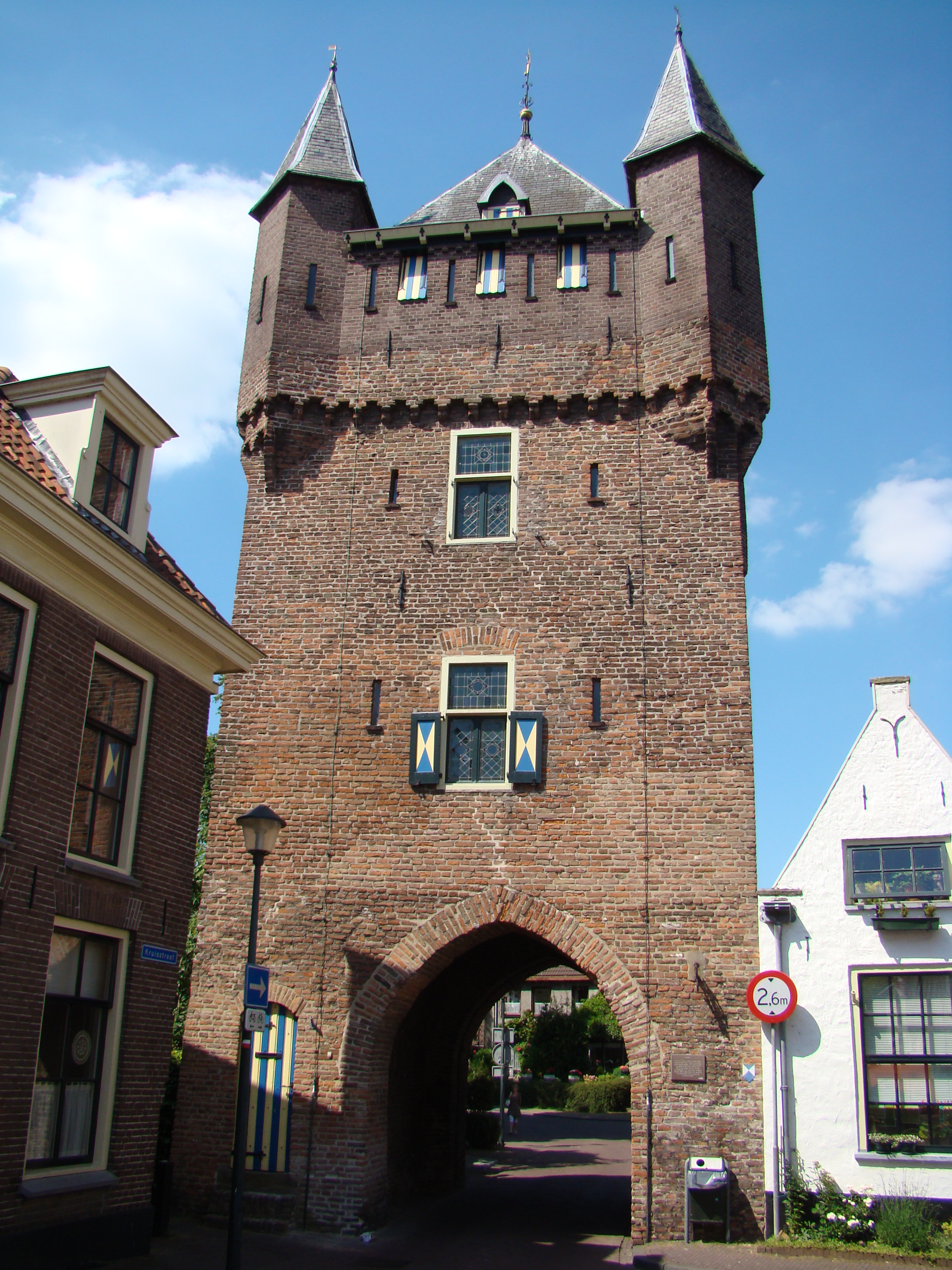
Stadttor
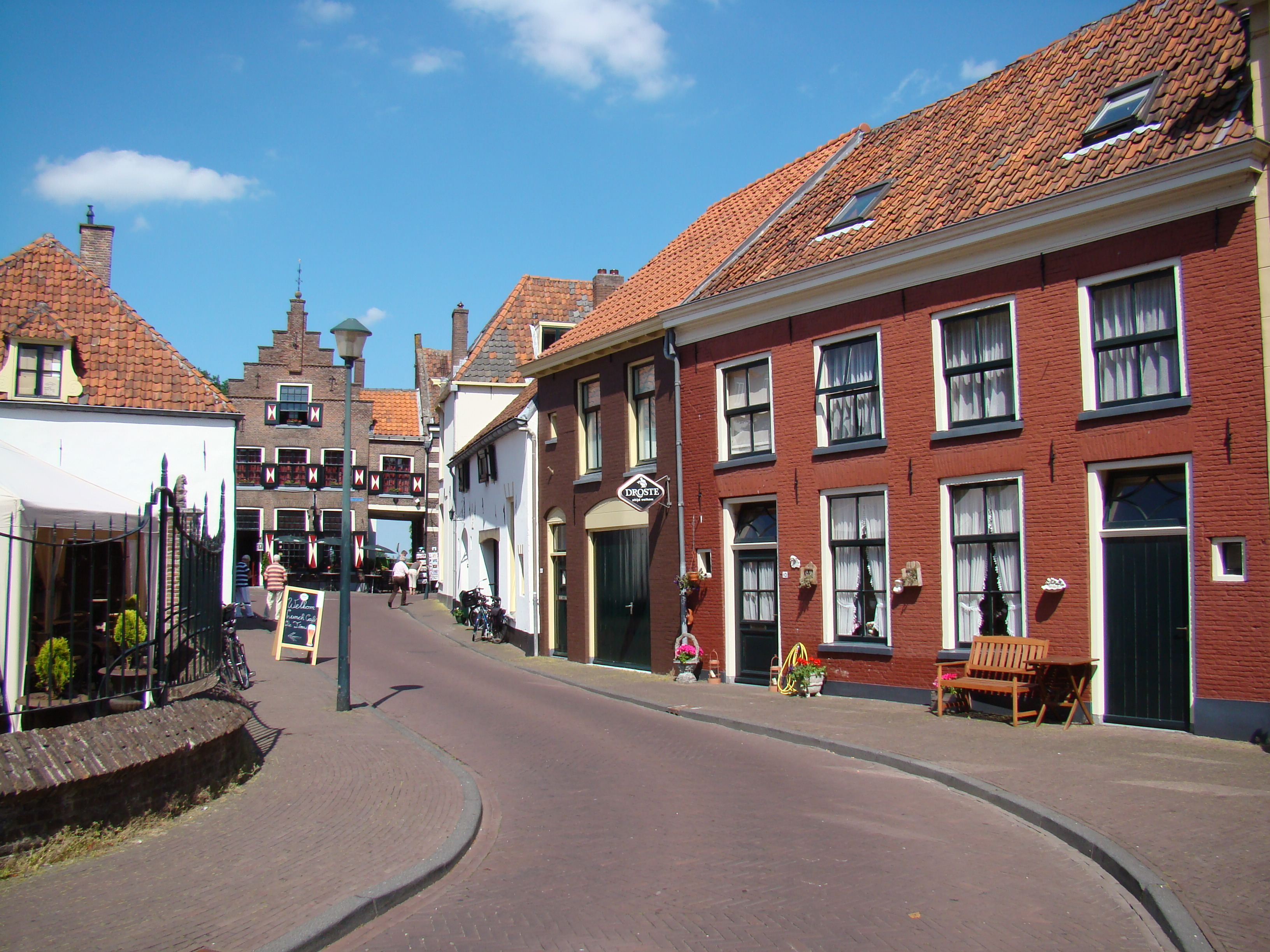
Straße
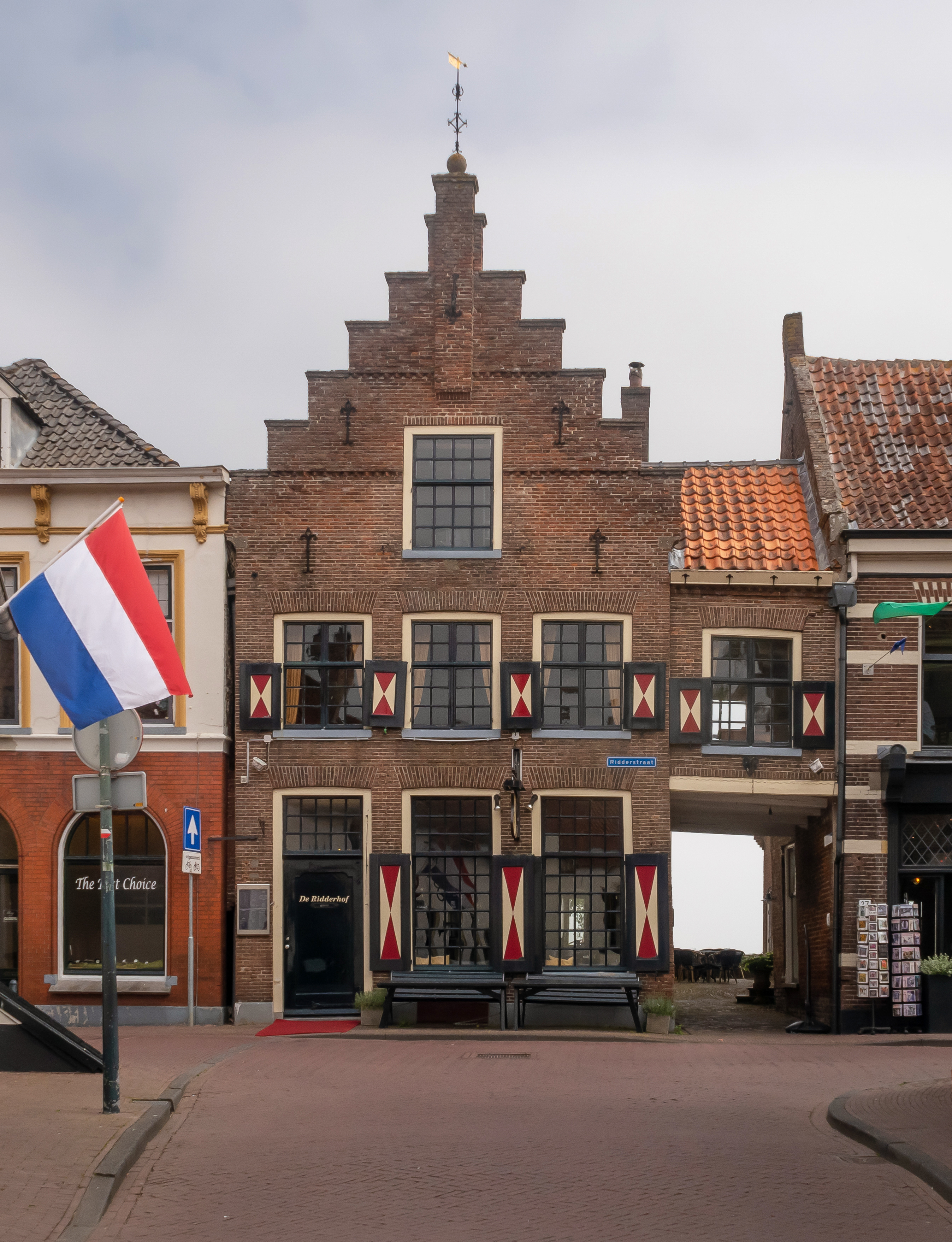
Restaurant in einem monumentalen Gebäude
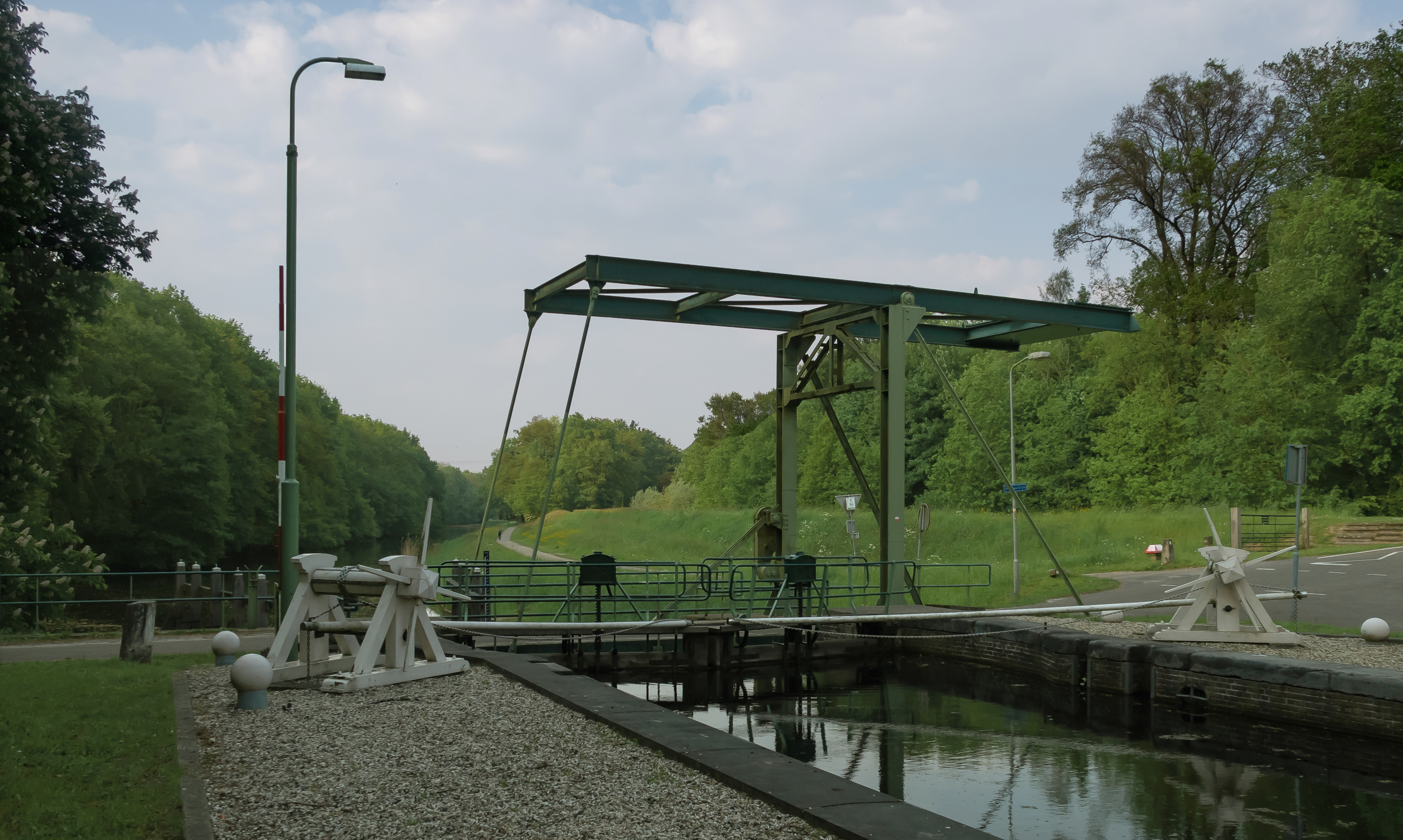
Zugbrücke über den Konijnenbergerweg

## Persönlichkeiten
- Johann III. von Egmond (1438–1516), erster Graf von Egmond
- Herman Willem Daendels (1762–1818), holländischer General
- Willem Jacob van Stockum (1910–1944), Physiker
- Ellen Kuipers (* 1971), Hockeyspielerin
- Tim Marsman (* 2000), Radrennfahrer